# コミュニティ強化アプローチと家族トレーニング
コミュニティ強化アプローチと家族トレーニング（Community reinforcement approach and family training, CRAFT）は嗜癖を治療するための行動療法のアプローチの一つである。その元となったコミュニティ強化アプローチ (CRA)は、Nathan Azrinらが1970年代にオペラント条件づけを応用して、嗜癖の脅威を弱め、患者が健康的な生活を営めるようにしたプログラムである。CRAFTはCRAと家族のトレーニングを組み合わせたものである。家族や友人が自分たちにとって大切な誰かを支援できるように、その人が治療を自ら開始し、続けられるようにするものである。嗜癖による害がその人や周りを犯すことがないように予防する。

## CRAとCRAFT
コミュニティ強化アプローチ (CRA)は元々はアルコール使用障害の人のために開発されたものである。さらに様々な物質使用障害の治療にも35年以上にわたって成功している。オペラント条件づけ [学習行動の一つ]にもとづいて、CRAは人が自分のライフスタイルを健康的で薬物とは無縁な生活に変えられるように、多様な強化があることによってアルコールと薬物使用に拮抗できるような生活行動が増えるように支援する。
CRAは期間限定の治療法である。期間限定の治療として設定セッション数(例えば16回）または設定時間（例えば、一年間)は最初の治療導入期に決定される。
コミュニティ強化と家族トレーニング （CRAFT)はCRAを家族を通じて通じて機能させるものである。拒否的な物質使用者が治療に入る確率を増やせるように、関わりのある家族の生活が改善するようにデザインされている。 CRAFTは望ましい行動を増やすために健全な報酬を使う方法を教える。さらに使用者と家族の両方にとっての援助になることを狙う。
思春期コミュニティ強化アプローチ (A-CRA）もCRAであり、思春期・青年期の物質使用問題と保護者に焦点を当てたものである。

## 説明
コミュニティ強化アプローチと家族トレーニング（CRAFT）は 動機づけモデルの家族療法である 。報酬に基づく—正の強化に基づいて行われる。 CRAFTは物質使用の問題がありながら、治療には拒否的な人の家族や友人を対象にしている。 CRAFTは家族との相互作用を変化させることで、使用者の 行動に影響を与えて効果を発揮する。
このモデルでは以下の用語が使用される：
- IP, 患者 とみなされた人(Identified Patient)－物質使用問題を抱えながら、治療を拒む人
- CSO, 主な関係者 (Concerned Siginifican Others)-IPと関連する家族や友人。

CRAFTは、物質使用について真に援助を必要とする人は治療を受けることに頑固に反対するものなのだという理解から始まっている。一方、使用者の主な関係者(CSO)は治療をうけさせることについて高い動機づけがあるのが普通である。

### 3つのゴール
大切な人が物質乱用を続けながら、治療は拒む時、CRAFTは次の3つのゴールを達成できるように実際的かつ有効な方法で家族を援助する：
1. 大切な人が治療に入るように動かす
2. 大切な人のアルコールや薬物使用を減らす
3. 家族自身の生活も同時に向上させる

Al-AnonとNar-Anonに対してCRAFTを比較した試験では、Al-AnonとNar-Anonによる促進療法によって嗜癖者が治療に入ったのは29.0%、一方でCRAFTでは67.2%だった 。別の研究では、12ステップのプログラムに入るように促すAl-Anonによる促進療法とジョンソン研究所介入法、CRAFTを比較した。3つのどの治療法でもCSOの機能と嗜癖者との関係性が改善した。しかし、当初は治療動機づけが乏しかった問題飲酒者が治療に入るかどうかについては、Al-Anon(13%)、ジョンソン研究所介入法(30%)に対して、CRAFT(64%)だった。

### 家族の影響
ロバートJ.マイヤーズ博士は、関わりのある家族-主な関係者 (CSO）と呼ぶ-に関して、CSOは物質使用者の治療と自分自身に対して良い影響を与えることができるとする:
コミュニティ強化アプローチと家族トレーニング(CRAFT)は、嗜癖治療において(すなわち、家族療法やカップル・セラピーなどを通じて)家族にもできることがあり、実際に重要な貢献をしているという信念に基いて開発されている。治療に従うことを拒否している物質使用者に対して、CSOが果たせる役割は強力であり、それによって使用者を治療につなぐことができる。加えて、使用者本人は治療を受けに来た理由について、家族からのプレッシャーや影響であると報告することが多い。さらに、CRAFTプログラムに加わったCSOもまた、自立が促進され、うつや不安、怒りの症状が減少した。彼らの大切な人がたとえ治療に入らなかった場合でもそうである

## CRAの手続き
1960年代の研究は、たとえ酒が自由に手に入る環境にいる慢性的なアルコール依存症者であっても、飲酒を制御することに対して報酬を十分に与えるようにすれば飲酒抑制が可能であることを明白に証明している。少なくとも実験場面ではそうであった (Heather & Robertson, 1983).
つぎのCRAの手続きはMeyers、Roozen、Smithから取っている::382–384
1. 物質使用の機能分析
  - クライアントの物質使用行動の先行事象を探す
  - クライアントの物質使用の好子と嫌子を探す
2. 素面試し
  - 長期間、素面でいること(断酒・断薬)は、一時だけでも良いから、わずかな間だけでも素面でいることに使用者が同意することから始まる
3. CRAに治療プラン
  - クライアントが選んだ領域における有意義で具体的なゴールを決める
  - これらのゴールを達成するための高度に具体的な方法を特定する
  - 評価ツール:幸福スケール、カウンセリングのゴール記入用紙
4. 行動スキル訓練
  - 3つの基本的なスキルを教示とロールプレイで教える：

  1. 問題解決
    - 途方もなく大きな問題を小分けして解決可能にする
    - 些細な問題から扱う

  2. コミュニケーション・スキル
    - ポジティブな双方向的スタイル

  3. 飲酒/薬物使用を断る訓練
    - ハイ・リスク状況を同定する
    - 主張性訓練
5. 就労スキル訓練
  - 良い職を見つけて、継続するための基本なコツを身につける
6. 社交と余暇のカウンセリング
  - 新しい社交と余暇のチャンスを試すことができる機会を提供する
7. 再発予防
  - クライエントがハイ・リスク状況を同定できるようにする
  - 再発の予測法、対処法を教える
8. 人間関係カウンセリング
  - クライアントとパートナーの間の関係を改善する

（詳細は次の論文を見て欲しい： " The Community Reinforcement Approach: An Update of the Evidence” NIAAAが出版する the Alcohol Research and Health journal 誌)

## CRAFTでのコミュニケーション
CRAFTでは家族や友人(CSO)に対して様々な方法で訓練を行う。正の強化やさまざまなコミュニケーション・スキル、自然な随伴性の利用などである。他の全ての方法を上回る大きな影響があるのは、ポジティブなコミュニケーションである。
ポジティブなコミュニケーションを実現するためにCRAFTには7つのステップがある。
1. 簡潔に
2. ポジティブに
3. 具体的な行動に言及する
4. 自分の感情に名前をつける
5. 思いやりのある発言をする-例えば、"そんな心配をしてくれてありがとう、---[または]今すぐに話したいのは伝わるし、それだけ差し迫っているわけね...[または]あなたのためならそこまで本当に行きたいね。"
6. 部分的に責任を受け入れる-このステップは大切な人の鎧を本当に降ろさせる。---これは本当は家族には無関係なことまで責任を取れという意味ではなく、むしろ、家族が自分自身のために取るべき責任があることに目を向けさせようとする。例えば"コミュニケーションの取り方については家族にも責任がある"などと言うようにする[10]。
7. 支援を申し出る

コミュニケーションの戦略の全体的ゴールは、家族が話しかけたいと思っている大切な人の側の鎧が降りるようにすることであり、家族が伝えたいことが相手に聞いてもらえるチャンスを増やすことである－従って、家族の伝える能力が高まることになる。実際に、ロバート J.マイヤーズとブレンダ L.ウォルフのCRAFTに基づく本のタイトルはGet Your Loved One Sober: Alternatives to Nagging, Pleading, and Threatening である。
"後からどのような結果が生じるかが本当に重要であり、伝えたいことが伝わるためにも役立つことである。しかし、同時に、あるいはそれ以上に、生じた結果と強化子について抜かりなく、ぶれずに対応することがもっと必要である。"